# 菲裔古巴人
菲裔古巴人，是祖先是菲律賓人的古巴人，而他們也是該國最早來到此地定居的亞洲人。

## 移民歷史
菲律賓人和其他亞洲勞工最早是在16世紀乘搭馬尼拉郵船來到古巴，當時古巴和菲律賓也是西班牙帝國殖民地。馬尼拉是西班牙和東亞貿易的跳板，而哈瓦那則是西班牙拉丁美洲殖民地與東亞與易的起點。大多數來到古巴的亞洲人繼續在“努埃瓦菲律賓”即現在的比那爾德里奧工作。
大多數菲律賓人在當地煙草種植園和教堂中工作，比那爾德里奧省是著名的雪茄產地。西班牙人選菲律賓人為種植園工人因為他們比歐洲人容易管理。隨後，一些菲律賓人搬到哈瓦那的大巴里奧奇諾或唐人街，其他的到路易斯安那州和墨西哥，至於那些有錢的菲律賓人則去西班牙或者回馬尼拉。
一段日子後，那些留下來的菲律賓人很快和菲律賓失去了聯繫，因為其中許多菲律賓人都像當地的古巴人。他們會說西班牙語和是天主教徒，他們必須繳稅。但無論如何他們的子女並生存至現在。菲裔古巴人普遍被稱為“馬尼拉斜紋棉布褲”，在當時非常流行。